# Фонтне сир Лоан
Фонтне сир Лоан (фр. Fontenay-sur-Loing) је насељено место у Француској у региону Центар, у департману Лоаре.
По подацима из 2011. године у општини је живело 1725 становника, а густина насељености је износила 177,29 становника/km².

## Демографија
| 1962. | 1968. | 1975. | 1982. | 1990. | 2011. |
| ----- | ----- | ----- | ----- | ----- | ----- |
| 674   | 715   | 919   | 960   | 1.163 | 1.725 |